# EMalahleni
eMalahleni (bis 2006 Witbank) ist eine Stadt in der Gemeinde Emalahleni, Distrikt Nkangala, Provinz Mpumalanga in Südafrika. 2011 hatte sie 108.673 Einwohner. Westlich liegt die Township-Siedlung KwaGuqa, die mehr Einwohner als eMalahleni aufweist, östlich befindet sich die Talsperre Witbank Dam.
Die Wirtschaft eMalahlenis stützt sich auf den Kohleabbau und deren Verarbeitung. In der Umgebung der Stadt gibt es 22 Kohlebergwerke und einige Kohlekraftwerke. Die Region ist über Eisenbahnstrecken an die zum Kohleverladeterminal im Hafen Richards Bay führende Richards Bay Coal Line angeschlossen.
Die ersten Siedler ließen sich 1890 an der Stelle des heutigen eMalahleni nieder. 1894 wurde das damalige Witbank an die Delagoabahn angeschlossen. Darauf kam es zu einem starken Wachstum der Stadt, so dass sie im Jahr 1914 das Stadtrecht erhielt.
2006 wurde die Stadt in eMalahleni (isiZulu-Lokativform von Kohle) umbenannt.

## Söhne und Töchter der Stadt
- Hugh Masekela (1939–2018), Jazz- und Weltmusiker
- Francois Botha (* 1968), Schwergewichts-Boxer und K-1-Sportler
- Chantal Botts (* 1976), Badmintonspielerin
- Tsepo Masilela (* 1985), Fußballspieler
- Burton Matthews (* 1985), ehemaliger Eishockeyspieler